# Mad Catz
Mad Catz Global Limited. est une société américaine spécialisé dans le domaine de l'industrie vidéoludique, fondée en 1989 et basé à San Diego en Californie. Elle offrait des produits de divertissement interactifs (casques/micros, souris et claviers, mais aussi des tapis de souris, manettes...) commercialisés sous les marques Mad Catz, GameShark (produits de jeux) et TRITTON (produits audio).
Mad Catz a notamment développé un logiciel de simulation de vol grâce à ses studios interne ThunderHawk, a développé des modèles de simulation de vol et d'échecs sous sa marque Saitek, a publié des jeux vidéo sous sa marque Mad Catz et distribué des jeux et des produits de jeux vidéo pour des partenaires tiers. Mad Catz avait des bureaux en Amérique du Nord, en Europe et en Asie.

## Histoire

### 1989-2000
Mad Catz a été fondée en 1989. Elle produit des accessoires tels que des pads de jeux, des cartes mémoire, des câbles de connexion, des écouteurs et d'autres dispositifs d'interface humaine pour les PC et diverses consoles de jeux vidéo. Mad Catz a également publié des titres de logiciels originaux tels que Real World Golf 1 et 2, MC Groovz Dance Craze et Pump It Up.
Mad Catz Interactive, Inc. a été constituée en vertu de la Loi canadienne sur les sociétés par actions le 25 août 1993. La société a été acquise en 2000 par le groupe GTR de Toronto pour un coût d'achat de 33,3 millions de dollars américains, ainsi que Games Trader (qui a collecté et vendu précédemment joué et republié des jeux) et ZapYou.com (qui se concentrait sur les solutions de commerce électronique).

### 2000-2009

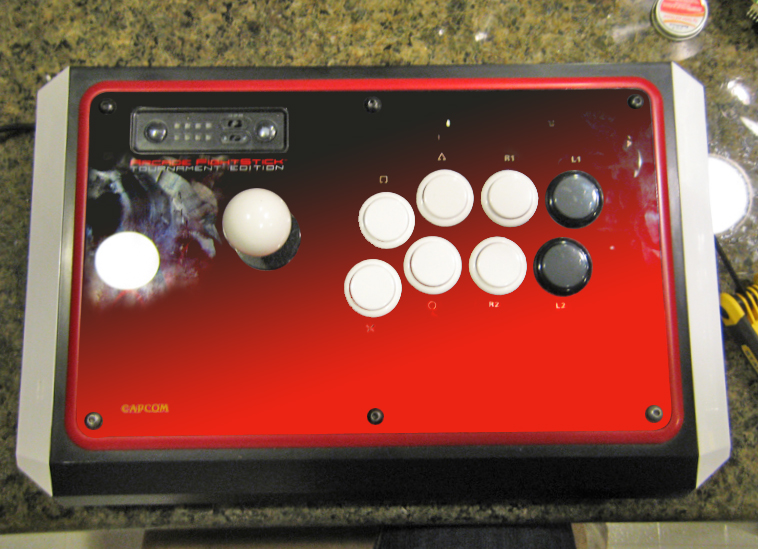
Contrôleur Mad Catz pour Street Fighter IV

En 2000, Mad Catz a sorti le MC2 Racing Wheel pour la Sony PlayStation, qui a reçu le Golden Award par l'Incite Video Gaming Magazine. La société a également commercialisé le Mario Andretti Racing Wheel, que le site d'information GameSpy jugea comme meilleur périphérique de l'Electronic Entertainment Expo 2000 (E3). La société a produit 12 contrôleurs autorisés pour le lancement de la Sega Dreamcast et a également publié des accessoires liés à Internet tels que le Panther DC et l'adaptateur de clavier.
En janvier 2003, Mad Catz acquiert la marque GameShark, décrite comme "le leader de l'industrie dans le logiciel d'amélioration de jeux vidéo, [permettant] aux joueurs de tirer pleinement parti des codes secrets, des raccourcis, des astuces et des tricheurs incorporés par les éditeurs de jeux vidéo dans leur jeu Les offres", mais aussi les propriétés intellectuelles associées d'InterAct pour 5 millions de dollars.
En septembre 2007, Mad Catz acquiert la société britannique Joytech pour un montant de 3,7 millions de dollars. En novembre 2007, Mad Catz s'est encore diversifié dans le marché des accessoires de jeux vidéo en acquérant le fabricant européen Saitek pour 30 millions de dollars.
En 2008, Capcom charge Mad Catz de produire un nombre limité d'ArcadeSticks et de contrôleurs à six boutons, qualifiés de "FightSticks" et "FightPads", pour coïncider avec le lancement de leur jeu de combat Street Fighter IV. En raison de la demande imprévue pour ces produits, la production de ces contrôleurs a été ramenée à partir de leur nombre initialement limité. Le FightStick reste un pilier de la gamme de produits Mad Catz. En 2008, la popularité du FightStick a stimulé l'implication de Mad Catz dans la communauté pro-jeux, et Mad Catz a une forte présence dans des shows comme EVO, PAX et le San Diego Comic-Con. En 2009, Mad Catz a également  publié des contrôleurs agréés pour Call of Duty: Modern Warfare 2 et Call of Duty: Black Ops.

### Depuis 2010
Les difficultés de  Mad Catz commencent au mois d'octobre 2015, avec la sortie du jeu Rock Band 4. La société parie alors sur un grand succès de ce jeu, qui aurait permis à l'entreprise de s'étendre sur plusieurs autres domaines alors même que le marché des jeux musicaux était déjà bien encombré.
Le 9 février 2016, Mad Catz annonce qu'elle allait licencier 37 % de son effectif et a déclaré que "la vente de Rock Band était inférieure aux prévisions initiales, ce qui a entraîné une hausse des soldes d'inventaire ainsi que des marges inférieures en raison de l'augmentation de l'activité promotionnelle auprès des détaillants". Cela a entraîné les démissions du président et chef de l'entreprise, Darren Richardson, du vice-président principal des affaires, Whitney Peterson, et du président de la Compagnie, Thomas Brown, le jour précédent.
Le 15 septembre 2016, la société suisse Logitech acquiert Saitek, la marque de simulation de Mad Catz spécialisée dans les joysticks informatiques, pour un montant de 13 millions de dollars.
En mars 2017, la Bourse de New York a signalé à la société qu'elle entrait dans les étapes de radiation en raison d'une valeur de stock "anormalement faible". Mad Catz a annoncé qu'elle n'avait pas l'intention de faire appel.

### Faillite et reprise Hong Kongaise
Mad Catz cesse ses activités le 30 mars 2017 et dépose une demande volontaire de réparation en vertu du chapitre 7 du Code de la faillite des États-Unis pour amorcer une liquidation ordonnée de ses actifs.
Le 4 janvier 2018, par un communiqué de presse, la Marque annonce revenir sur le devant de la scène pour le CES de Las Vegas. Le siège social n'est plus basé aux États-Unis mais se trouve désormais à Kowloon, Hong Kong.